# マルティン・ウーデゴール
- マルティン・ウーデゴール
- マルティン・ウーデゴー
- マルティン・ウーデゴーア
- マルティン・ウーデゴード
- マルティン・オーデガード

マルティン・ウーデゴール（Martin Ødegaard, ノルウェー語発音: [ˈmɑʈɪn ˈøːdəˌɡɔːɾ]; 1998年12月17日 - ）は、ノルウェー・ブスケルー県ドランメン出身のサッカー選手。プレミアリーグ・アーセナルFC所属。ノルウェー代表。ポジションはミッドフィールダー。
日本語での表記はマスメディアでも統一されておらず、ウーデゴール、ウーデゴー、ウーデゴーア、ウーデゴード、エーデゴーア、オーデガードなど様々に表記されている。

## クラブ経歴

### ノルウェー時代
ストレームスゴトセトの下部組織に加入し、14歳であった2013年にトップチームの練習に参加するようになり、バイエルン・ミュンヘンとマンチェスター・ユナイテッドを短期間の練習のために訪問した。2014年1月、まだプロ契約は結んでいなかったが、トップチームに昇格することにウーデゴールとクラブは合意し、その合意の一部として、週に2日間の午後に父がコーチの一人を務めるクラブ（ミェンダーレンIF）での練習にも参加するようになった。
2014年4月13日、オーレスン戦でトップチームデビューを果たし、エリテセリエン史上最年少でプレイをした選手となった。2014年5月5日には2015年まで2年間のプロ契約を結び、2014年5月16日に行われ、4-1で勝利したサルプスボルグ08戦でチーム4点目を記録し、エリテセリエン史上最年少ゴールスコアラーとなった。7月16日に行われ、0-1で敗れたステアウア・ブカレストとのチャンピオンズリーグの予選2回戦に交代で出場し、ヨーロッパの大会でのデビューを果たした。
アウェイで行われたサンドネス戦では1ゴール1アシスト、チームメイトが失敗したもののPKを獲得する活躍をし、試合後にはメディアの間でA代表への招集可能性について議論が交わされるようになった。
2014年8月15日に行われ、3-2で勝利したスタルト戦では左ウイングのポジションで出場し、3ゴールすべてをお膳立てした。

### レアル・マドリード移籍とレンタル移籍

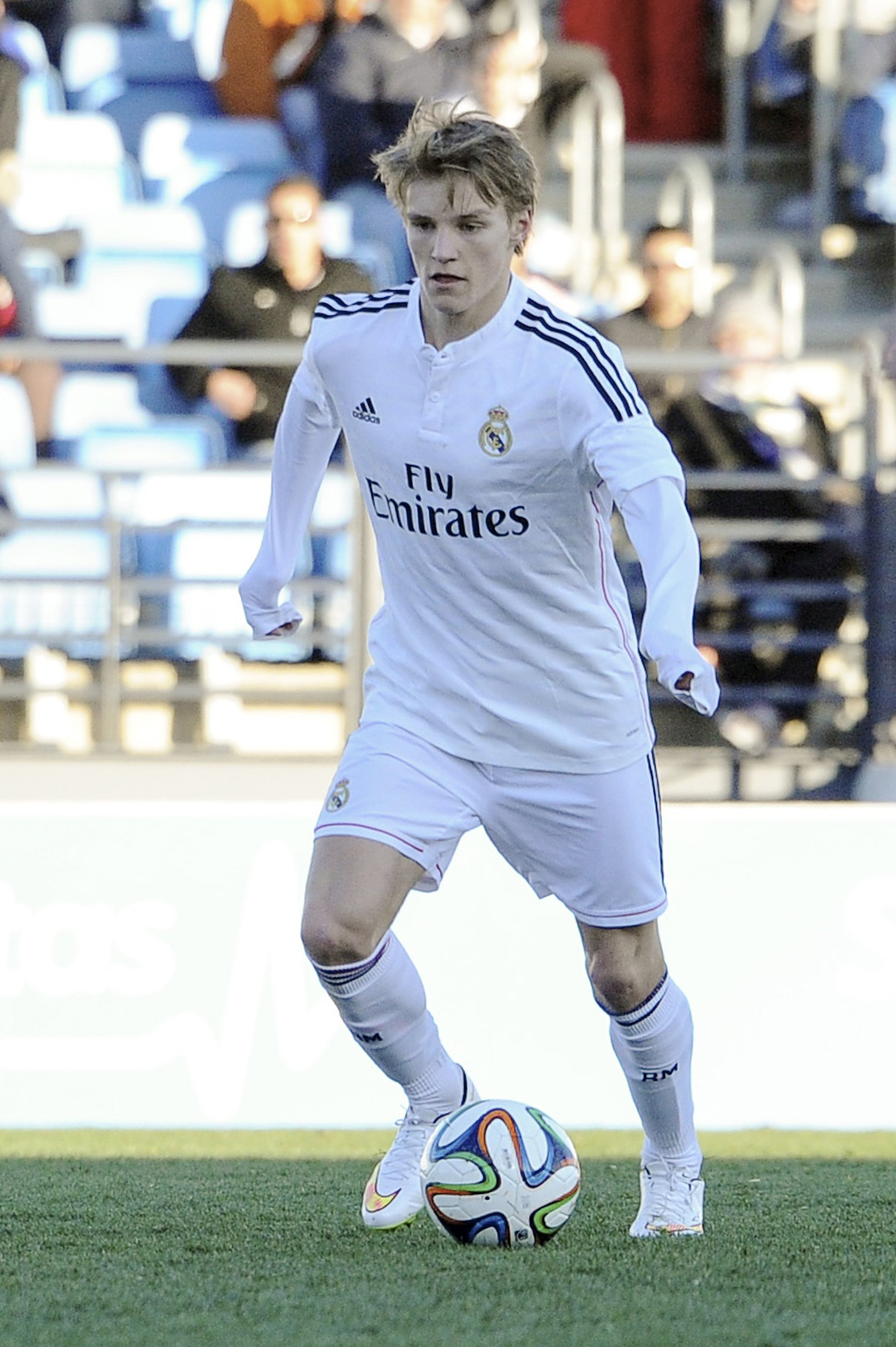
レアル・マドリード・カスティージャでのウーデゴール（2015年）

EU圏内での移籍が可能となる16歳になると、元々ファンであったリヴァプールをはじめバイエルン・ミュンヘンやFCバルセロナなど30を超える海外クラブが視察を行い、ウーデゴールも様々なクラブの練習に参加した。その後、2015年1月22日に6年契約でスペインのレアル・マドリードに移籍した。トップチームで練習を行いながら主にレアル・マドリード・カスティージャで試合に出場する契約となっており、ウーデゴールは入団会見で「世界で最も偉大なクラブに所属するのは夢」と語った。北京国安足球倶楽部との親善試合でデビューすると、2アシストを記録。2月8日のビルバオ・アスレティック戦で公式戦デビューした。
2015年5月23日、リーガ・エスパニョーラ最終節のヘタフェ戦の後半13分、リーグ戦ではチーム史上最年少となる16歳157日でデビューした。しかしトップチームの攻撃陣の分厚い層に阻まれ、トップチームに定着することは叶わず、それからもカスティージャでプレーした。
スタッド・レンヌへの期限付き移籍も報じられたが、2017年1月9日、オランダ・エールディヴィジのSCヘーレンフェーンへ期限付き移籍した。契約詳細は非公表だが、加入期間は18ヵ月間で、2018年6月までと報じられている。移籍1年目の2016-17シーズンはリーグ戦14試合に出場するも無得点に終わり、不完全燃焼のシーズンに終わった。2017-18シーズンより背番号を10番に変更。
2018年8月21日、フィテッセへ期限付き移籍した。
2019年7月5日、レアル・ソシエダへ2020年6月30日までのレンタル移籍が発表された。8月25日のRCDマジョルカ戦でスペイン1部での初得点を記録し、その後も一時は暫定首位にも位置したソシエダの好調を支える活躍を見せた。シーズン終了後、期限付き移籍の期間を短縮してレアル・マドリードに復帰を果たした。2020-21シーズン初戦である古巣レアル・ソシエダ戦に先発出場した。
しかし、監督ジネディーヌ・ジダンの信頼を勝ち取れず、2021年1月にはアーセナルFCへのレンタル移籍の可能性が報じられた。

### アーセナルFC

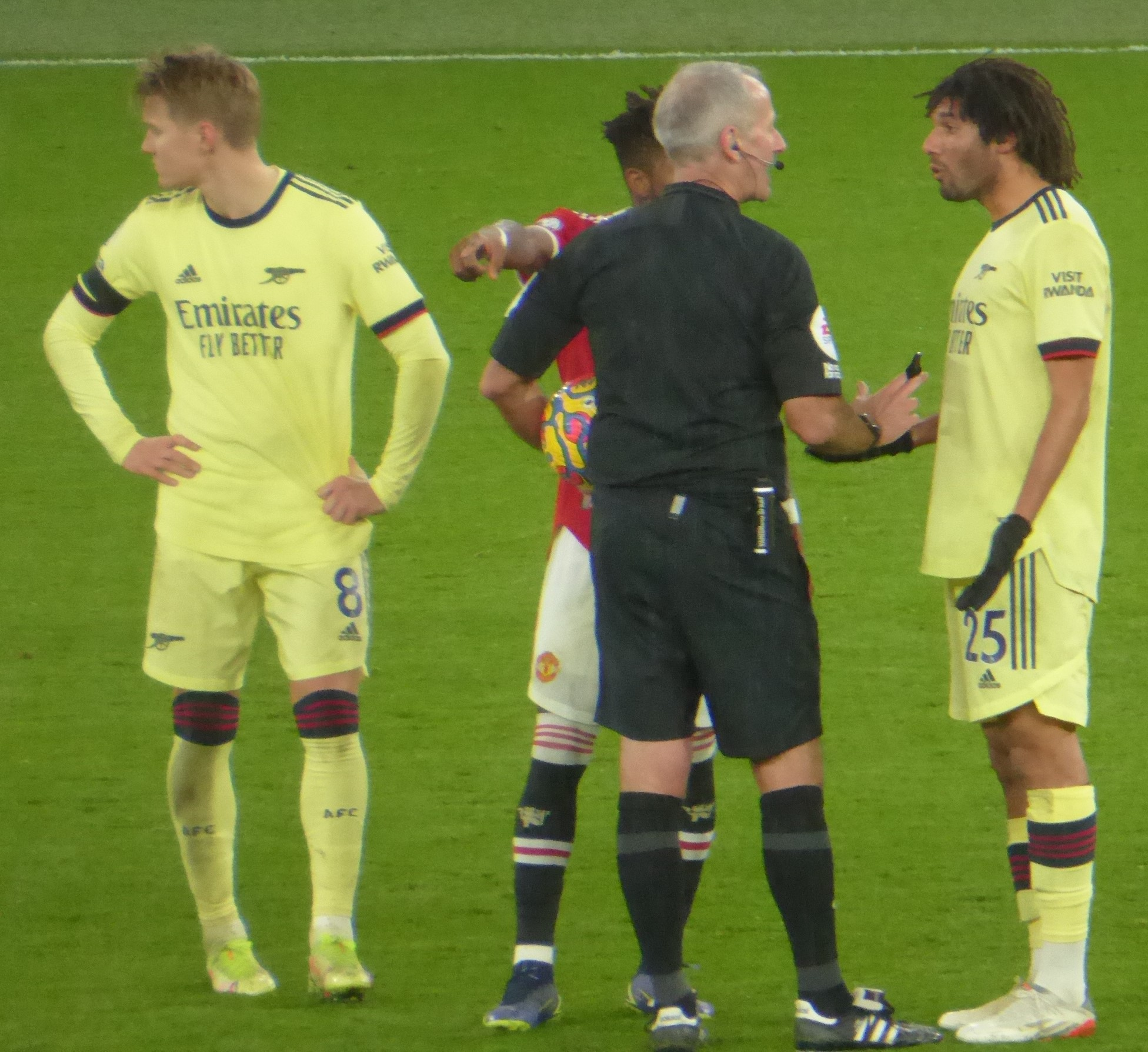
審判を挟んで立つアーセナルのウーデゴール（左）とモハメド・エルネニー（右）
（2021年12月2日　対マンチェスター・ユナイテッド戦）

2021年1月27日、アーセナルFCに2020-21シーズン終了までのレンタルで移籍した。背番号は当時レンタル移籍中のルーカス・トレイラが着用していた11番。同年1月30日、プレミアリーグのマンチェスター・ユナイテッドFC戦で途中出場し、アーセナルデビュー。同年2月14日、プレミアリーグのリーズ戦でアーセナル初先発を果たした。同年3月11日、ELのオリンピアコス戦でペナルティエリア外から無回転のミドルシュートを豪快に決めてアーセナルでの初得点を記録し、敵地で3-1の勝利に貢献した。さらに、3日後の14日に行われたプレミアリーグのトッテナム・ホットスパーFC戦でも自身プレミアリーグ初ゴールを決め、ノース・ロンドン・ダービーで2-1の勝利に貢献した。
アーセナルでのパフォーマンスは高く評価され、ミケル・アルテタ監督も再獲得の希望を語ったが、リーグ8位で終えたアーセナルは翌シーズンの欧州大会への出場権がないこともあって退団することとなった。ウーデゴールはレアル・マドリードでのポジション争いに意欲を見せたが、アンチェロッティ監督から実質的に構想外であることを伝えられたこと、自身の成長には出場機会を得ることが必要と考えたことから意思を変え、プレシーズン後の2021年8月20日、アーセナルはウーデゴールの完全移籍を発表。完全移籍での加入ということで、背番号は空き番になっていた8番が与えられ、2021年8月28日、プレミアリーグのマンチェスター・シティ戦で再デビューした。
加入当初は調子が上がらず、2022年1月13日のカラバオ杯リヴァプール戦前に行われた新型コロナ検査では陽性判定を示すなどもあったものの、シーズン中盤から完全に中心選手としての立場を獲得。アーセナルはシーズンを5位で終え、EL出場権獲得に貢献した。
2022年7月30日、2021-22シーズン後半からキャプテンを務めていたラカゼットの退団に伴い、アーセナルのキャプテンに新たに就任することが発表された。10月21日、23歳という異例の若さでノルウェーのフットボール界に多大な貢献をした人物に贈られるクニクセン名誉賞を受賞した。11月12日のウルヴァーハンプトン戦で2ゴール、12月26日のウェストハム戦で2アシスト、12月31日のブライトン戦で1ゴール1アシストとプレミアリーグ3戦連続で大活躍し3試合で合計3ゴール3アシストを記録した。この活躍から11月/12月のプレミアリーグ月間最優秀選手（ワールドカップ開催により11月中旬から12月下旬までリーグ戦中断となったため11月と12月を合わせた対象月間となった）を受賞した。同年2月25日、ロシアのウクライナ侵攻から1年経過したことからこの週末のプレミアリーグではウクライナへ敬意を表してキャプテンが特別な腕章を着けることを知ったキャプテンのウーデゴール発案でPL第25節レスター戦ではウクライナ人のオレクサンドル・ジンチェンコが特別にキャプテンマークを巻いて出場した。同年3月13日、ロンドン・フットボール・アワードの2022/23シーズンの年間最優秀選手賞を受賞した。22-23シーズンはリーグ戦15ゴール7アシストを記録し22ゴールに関与した。この活躍によりサポーター投票によって選出されるアーセナルの22-23シーズン最優秀選手に選ばれた。
2023年8月29日、22-23シーズンPFA年間ベストイレブンにチームメイトのアーロン・ラムズデール、ウィリアン・サリバ、ブカヨ・サカと共に選出された。同年9月22日、アーセナルと契約延長したことが公式発表された。23-24シーズンは公式戦52試合中48試合出場とほとんどの試合に出続け、公式戦11G11Aを記録した。リーグ戦では同シーズンのプレミアリーグ選手で最多となる88回のオープンプレーでのチャンスメイクしてその創造性を発揮しながら走行距離が全体で5番目となる401kmを記録しプレッシングで守備にも貢献するなどキャプテンとしてチームをまとめながら攻守に大きく貢献し、最終節までもつれた優勝争いで首位まで勝点差2と優勝まであと一歩の躍進をしたチームを支えた。また、CLではベスト16のポルト戦でトロサールの得点をアシストしてアーセナルの15年ぶりのCL準々決勝進出に導く活躍をした。これらの活躍により2季連続となるアーセナルの23-24シーズン年間最優秀選手賞を受賞した。2024年8月20日、23-34シーズンのPFA年間ベストイレブンに2シーズン連続で選出された。チームメイトのラヤ、ライス、ガブリエウ、サリバもともに選出されており無敗優勝時代に次ぐ多さでアーセナルから5人の選出となった。
2024年9月9日、オーストリア代表との代表戦で左足首の靭帯を損傷し、11月6日のCLインテル戦で実戦復帰するまで約2ヶ月の離脱となった。

## 代表経歴

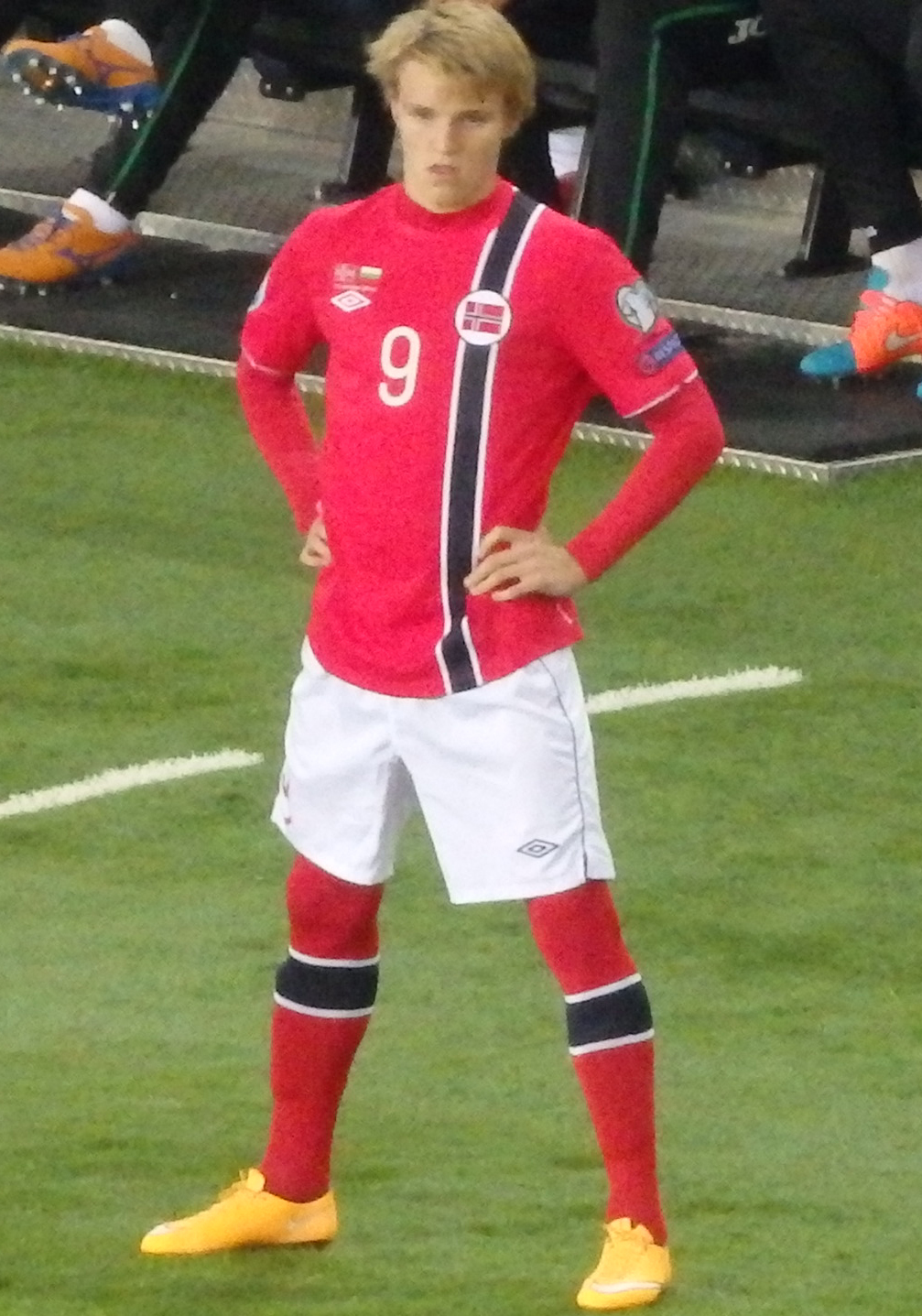
ノルウェー代表デビューしたウーデゴール（2014年）

2014年1月にスコットランド代表、アメリカ代表、フランス代表が参加し、トルコで行われた大会にU-17ノルウェー代表のメンバーとして出場した。
2014年8月19日、UAE代表とスタヴァンゲルで対戦するノルウェー代表のメンバーに招集された。8月27日に行われた試合は0-0の引き分けに終わったが、1910年に記録された15歳と351日という記録（Tormod Kjellsenが保持）を更新し、ウーデゴールは15歳と253日というノルウェー史上最年少でA代表デビューを飾った選手となった。
2014年9月にはU-21ノルウェー代表に招集され、UEFA U-21欧州選手権予選の最終戦にフル出場をしたが、チームはポルトガル代表に1-2で敗れた。
2014年9月30日、ウーデゴールはEURO 2016予選のマルタ代表、ブルガリア代表戦に向けた代表メンバーに招集された。10月14日のブルガリア戦の後半18分から、EUROの予選における史上最年少となる15歳300日での出場を果たした。また、2015年3月29日のクロアチア代表戦では同予選で史上最年少である16歳101日でスターティングメンバーに名を連ねた。2021年3月12日、22歳という若さながらノルウェー代表の新キャプテンに任命されたことがストーレ・ソルバッケン代表監督の会見で明らかとなった。
2022ワールドカップ出場に向けた欧州予選グループステージでは10戦全試合にキャプテンとして出場したがチームはオランダ代表、トルコ代表に次ぐグループ3位に終わり惜しくもワールドカップ出場には届かなかった。

## 人物・エピソード
- ミョンダレンIFでアシスタンコーチを務め、ストレームスゴトセトとサンネフヨルで中盤の選手としてプレイしたハンス・エリク・ウーデゴールの息子であり、プロデビューをした当時は中学校に通っていた。
- リオネル・メッシがウーデゴールのアイドルであり[62][63]、プレミアリーグのリヴァプールのファンである[64]。
- ズラタン・イブラヒモビッチの自伝『I AM ZLATAN』を愛読していた[63]。
- 2019年12月28日、レアル・ソシエダの公式サイトでマンチェスター・シティにレンタル移籍することが発表された[65]。しかし、12月28日はスペインにおいてエイプリルフールにあたる日であり、移籍先のマンチェスター・シティやレンタル元のレアル・マドリードからは何も発表されていないため、ジョークの発表であった[66][67]。

## 個人成績

### クラブ
2023-24シーズン終了時点
| クラブ               | シーズン     | リーグ           | リーグ戦 | リーグ戦 | カップ戦 | カップ戦 | リーグ杯 | リーグ杯 | 国際大会 | 国際大会 | その他 | その他 | 合計 | 合計 |
| クラブ               | シーズン     | リーグ           | 出場     | 得点     | 出場     | 得点     | 出場     | 得点     | 出場     | 得点     | 出場   | 得点   | 出場 | 得点 |
| -------------------- | ------------ | ---------------- | -------- | -------- | -------- | -------- | -------- | -------- | -------- | -------- | ------ | ------ | ---- | ---- |
| ストレームスゴトセト | 2014         | エリテセリエン   | 23       | 5        | 1        | 0        | -        | -        | 1        | 0        | 0      | 0      | 25   | 5    |
| ストレームスゴトセト | 通算         | 通算             | 23       | 5        | 1        | 0        | -        | -        | 1        | 0        | 0      | 0      | 25   | 5    |
| レアル・マドリードB  | 2014-15      | セグンダB        | 11       | 1        | -        | -        | -        | -        | -        | -        | -      | -      | 11   | 1    |
| レアル・マドリードB  | 2015-16      | セグンダB        | 34       | 1        | -        | -        | -        | -        | -        | -        | 4      | 0      | 38   | 1    |
| レアル・マドリードB  | 2016-17      | セグンダB        | 13       | 3        | -        | -        | -        | -        | -        | -        | -      | -      | 13   | 3    |
| レアル・マドリードB  | 通算         | 通算             | 58       | 5        | -        | -        | -        | -        | -        | -        | 4      | 0      | 62   | 5    |
| レアル・マドリード   | 2014-15      | プリメーラ       | 1        | 0        | 0        | 0        | -        | -        | 0        | 0        | 0      | 0      | 1    | 0    |
| レアル・マドリード   | 2015-16      | プリメーラ       | 0        | 0        | 0        | 0        | -        | -        | 0        | 0        | 0      | 0      | 0    | 0    |
| レアル・マドリード   | 2016-17      | プリメーラ       | 0        | 0        | 1        | 0        | -        | -        | 0        | 0        | 0      | 0      | 1    | 0    |
| レアル・マドリード   | 通算         | 通算             | 1        | 0        | 1        | 0        | -        | -        | 0        | 0        | 0      | 0      | 2    | 0    |
| ヘーレンフェーン     | 2016-17      | エールディヴィジ | 14       | 1        | 1        | 0        | -        | -        | -        | -        | 2      | 1      | 17   | 2    |
| ヘーレンフェーン     | 2017-18      | エールディヴィジ | 24       | 2        | 2        | 0        | -        | -        | -        | -        | 0      | 0      | 26   | 2    |
| ヘーレンフェーン     | 通算         | 通算             | 38       | 3        | 3        | 0        | -        | -        | -        | -        | 2      | 1      | 43   | 4    |
| フィテッセ           | 2018-19      | エールディヴィジ | 31       | 8        | 4        | 2        | -        | -        | -        | -        | 4      | 1      | 39   | 11   |
| フィテッセ           | 通算         | 通算             | 31       | 8        | 4        | 2        | -        | -        | -        | -        | 4      | 1      | 39   | 11   |
| レアル・ソシエダ     | 2019-20      | プリメーラ       | 31       | 4        | 5        | 3        | -        | -        | -        | -        | 0      | 0      | 36   | 7    |
| レアル・ソシエダ     | 通算         | 通算             | 31       | 4        | 5        | 3        | -        | -        | -        | -        | 0      | 0      | 36   | 7    |
| レアル・マドリード   | 2020-21      | プリメーラ       | 7        | 0        | 0        | 0        | -        | -        | 2        | 0        | 0      | 0      | 9    | 0    |
| レアル・マドリード   | 通算         | 通算             | 7        | 0        | 0        | 0        | -        | -        | 2        | 0        | 0      | 0      | 9    | 0    |
| アーセナル           | 2020-21      | プレミアリーグ   | 14       | 1        | 0        | 0        | 0        | 0        | 6        | 1        | 0      | 0      | 20   | 2    |
| アーセナル           | 2021-22      | プレミアリーグ   | 36       | 7        | 3        | 0        | 0        | 0        | -        | -        | 1      | 0      | 40   | 7    |
| アーセナル           | 2022-23      | プレミアリーグ   | 37       | 15       | 0        | 0        | 1        | 0        | 7        | 0        | 0      | 0      | 45   | 15   |
| アーセナル           | 2023-24      | プレミアリーグ   | 35       | 8        | 1        | 0        | 2        | 1        | 9        | 2        | 1      | 0      | 47   | 11   |
| アーセナル           | 通算         | 通算             | 108      | 30       | 3        | 0        | 5        | 1        | 16       | 2        | 1      | 0      | 133  | 33   |
| キャリア通算         | キャリア通算 | キャリア通算     | 327      | 60       | 17       | 5        | 5        | 1        | 25       | 3        | 11     | 2      | 384  | 71   |

### 代表
2024年3月26日現在
- 国際Aマッチ 57試合3得点

| ノルウェー代表 | 国際Aマッチ | 国際Aマッチ |
| 年             | 出場        | 得点        |
| -------------- | ----------- | ----------- |
| 2014           | 3           | 0           |
| 2015           | 5           | 0           |
| 2016           | 1           | 0           |
| 2017           | 1           | 0           |
| 2018           | 4           | 0           |
| 2019           | 8           | 1           |
| 2020           | 3           | 0           |
| 2021           | 12          | 0           |
| 2022           | 10          | 1           |
| 2023           | 8           | 1           |
| 2024           | 2           | 0           |
| 通算           | 51          | 2           |

### 代表での得点
| #  | 開催日        | 開催地                             | 対戦国     | スコア | 結果 | 大会               |
| -- | ------------- | ---------------------------------- | ---------- | ------ | ---- | ------------------ |
| 1. | 2019年6月8日  | オスロ、ウレヴォール・スタディオン | ルーマニア | 2–1    | 2–2  | UEFA EURO 2020予選 |
| 2. | 2022年3月25日 | オスロ、ウレヴォール・スタディオン | スロバキア | 2-0    | 2-0  | 親善試合           |
| 3. | 2023年9月12日 | オスロ、ウレヴォール・スタディオン | ジョージア | 2-0    | 2-1  | UEFA EURO 2024予選 |

## タイトル

### クラブ
レアル・ソシエダ
- コパ・デル・レイ : 1回 (2019-20)

アーセナルFC
- FAコミュニティ・シールド：1回 (2023)

### 個人
- エリテセリエン年間最優秀若手選手賞：2014年[68]
- Idrettsgallaenブレイクスルー・オブ・ザ・イヤー：2014年[69]
- ラ・リーガ月間最優秀選手賞 : 1回 (2019年9月)
- エールディヴィジシーズンベストイレブン : 1回 (2018-19)
- クニクセン名誉賞 : 1回 (2022)
- プレミアリーグ月間最優秀選手：1回（2022年11月/12月）
- ロンドン・フットボール・アワード 年間最優秀選手賞：1回（2022-23）
- PFA年間ベストイレブン：2回（2022-23、2023-24）